# Saleen S7
Saleen S7 — суперкар каліфорнійської компанії Saleen 2000-х років. Перша власна розробка компанії і перший серійний суперкар США. Випускався обмеженою серією при ручному збиранні — спортивна модель Saleen S7, модифікація S7 Twin Turbo і модель Saleen S7R для перегонів класу GT-1 за регламентом ФІА.

## Історія

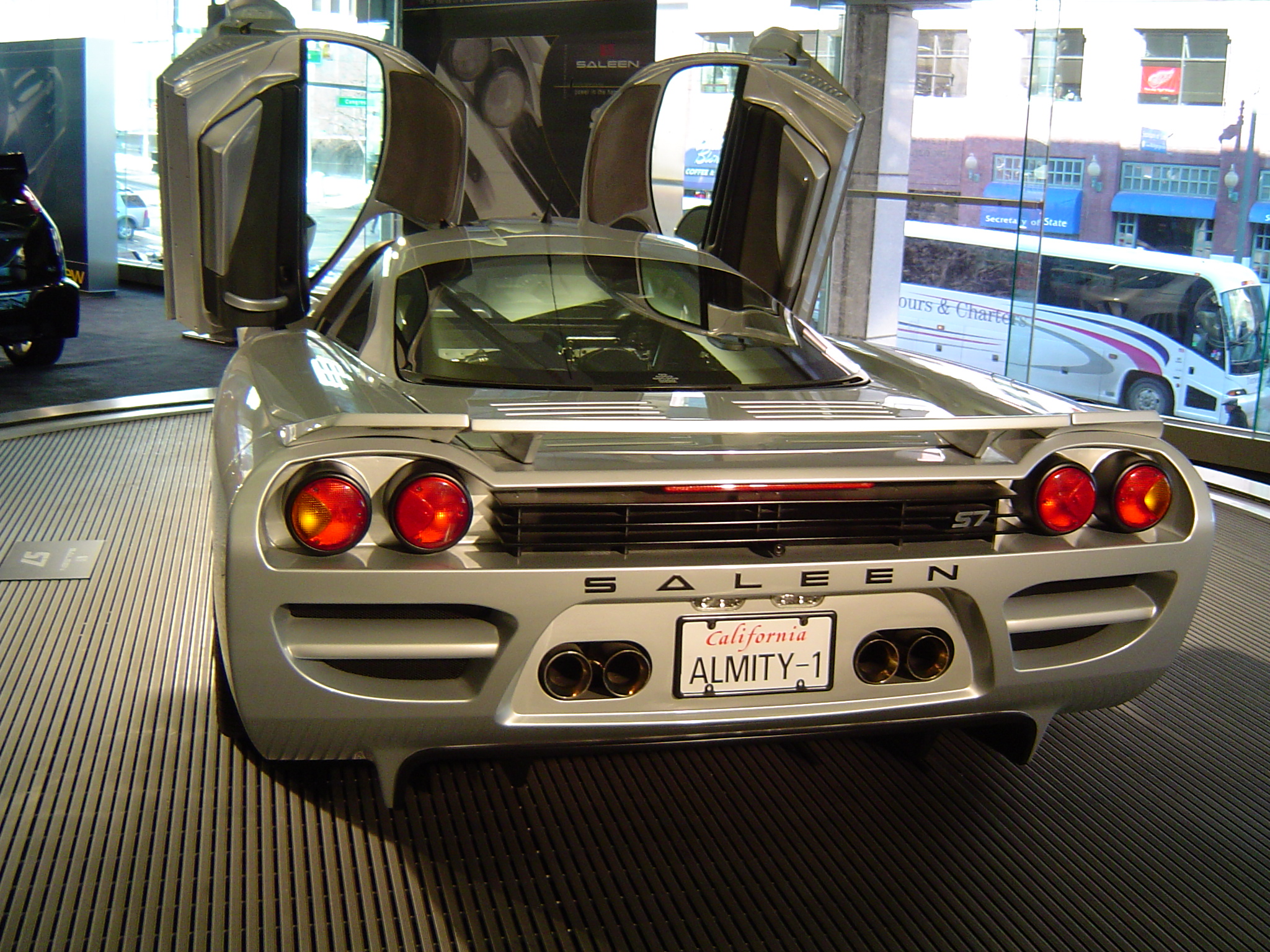
Задня частина Saleen S7

Модель отримала просторову раму зі сталі 4130, композитних алюмінієвих сотових панелей. Елементи рами з'єднувались поміж собою за допомогою болтів. На шасі встановлювали кузов з вуглепластику. Аеродинамічна форма кузова забезпечувала на швидкості 257 км/год притискну силу рівну масі авто. Салон оздоблювали шкірою, обладнували РК-дисплеєм, відеокамерою заднього виду. Перша модифікація була позбавлена електронних систем управління керуванням, гальмуванням, відзначалась вадами підвіски, що ускладнювало керування машиною.

### S7 (2001)
Модель отримала мотор Ford Windsor engine об'ємом 6997 см³ і потужністю 550 к.с., ручну коробку передач. Модель розвивала швидкість 346 км/год, розганялась 0-100 км/год за 3,5 секунди.

### S7 (2005)
У новій модифікації намагались усунути вади підвіски, електронної системи управління, встановили нову коробку передач, модернізований мотор потужністю 575 к.с. Модель розвивала 354 км/год і долала 0-100 км/год за 3,2 секунди. Електронна система моделі була розроблена і виготовлена Джиммі Родрігесом. Вона складалась з електричних склопідіймачів, дистанційно керованих електронних замків дверей, багажника, підсилювача керма, паливної помпи, що відключалась при аварії. Але брак електронного контролю підвіски, систем гальмування, недоліки системи керування робили управління машиною складним навіть для професійних водіїв.

### S7 Twin-Turbo (2006)

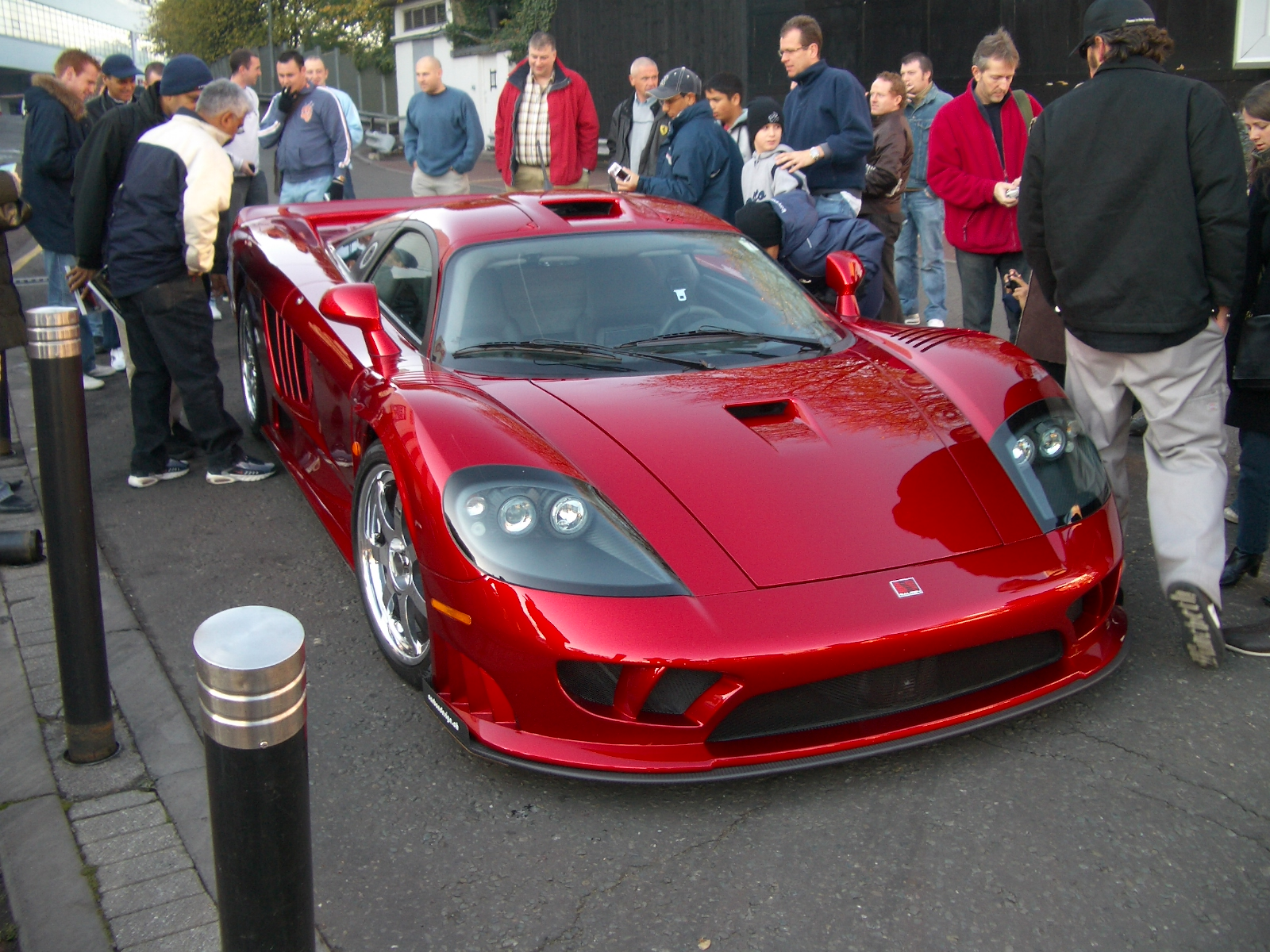
Saleen Twin-Turbo. 2007

Мотор V8 об'ємом 6991 см³ розвивав потужність 750 к.с. завдяки встановленню двох турбокомпресорів. Це дозволяло розвивати швидкість 374 км/год і прискорення 0-100 км/год за 2,9 секунди. Модель отримала модернізовані форму кузова, секвеційну коробку передач, системи гальмування, постачання повітря до мотора, гальм. З появою S7 Twin-Turbo повністю припинили випуск моделі S7.

### S7 Twin-Turbo Competition (2006)
Форсований мотор об'ємом 6991 см³ розвивав потужність 1000 к.с., швидкість 399 км/год, прискорення 0-100 км/год за 2,6 секунди. Модель отримала покращену систему охолодження мотору, модернізовані системи гальмування, підвіску.

### Saleen S7R (2000–2009)

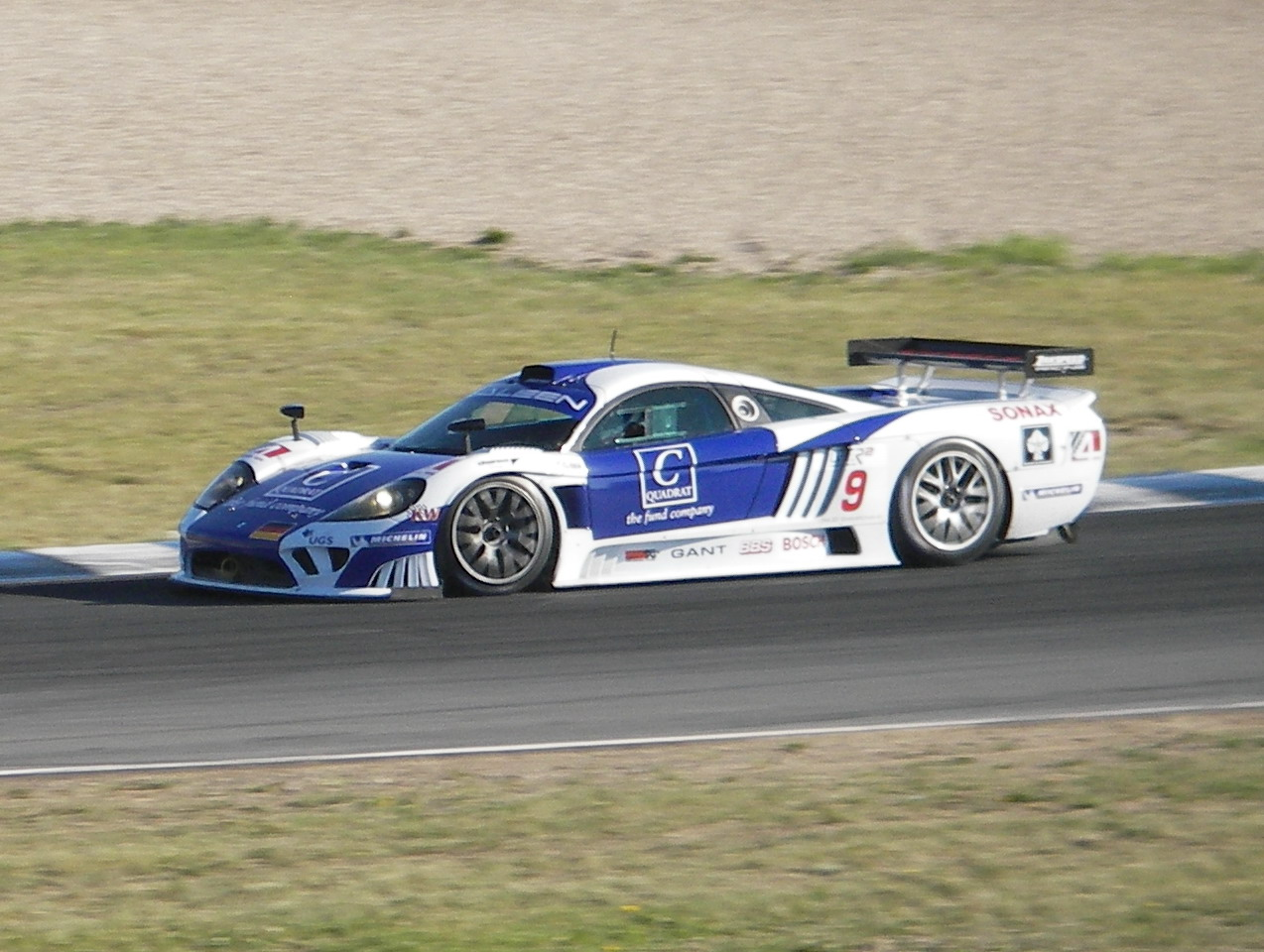
Saleen S7R команди Zakspeed. 2006

Модель для перегонів отримала мотор об'ємом 6997 см³ потужністю 600 к.с., ручну коробку передач, розвивала 320 км/год і мала прискорення 0-100 км/год за 3,0 секунди.